# Margaret Tyzack
Margaret Maud Tyzack (Londres, 9 de septiembre de 1931-ibíd., 25 de junio de 2011) fue una actriz inglesa de teatro, cine y televisión.
Egresada del Royal Academy of Dramatic Art, ha recibido diversos reconocimientos en el ámbito teatral, entre ellos el Premio Laurence Olivier en la categoría actriz del año en un revival en 1981 por su rol en ¿Quién teme a Virginia Woolf? en el Royal National Theatre de Londres y a la mejor actriz por su rol de Mrs St. Maugham en la obra The Chalk Garden estrenada en el Donmar Warehouse de Londres en el año 2009. Además, recibió un Premio Tony a la mejor actriz de una obra de teatro en 1990 por su papel antagónico en Lettice and Lovage, que se montó en Londres como en Broadway.
En el ámbito de la televisión, fue conocida por representar el personaje de Winnifred en La saga de los Forsyte (1967) y el de Antonia en Yo, Claudio (1976), series ambas de la BBC. Fue galardonada con un Premio BAFTA TV a la mejor actriz de televisión en 1970 por The First Churchills, y fue candidata a un Premio Emmy en la categoría mejor desempeño continuado de una actriz en un papel principal (drama/comedia - episodios limitados) por su trabajo en Cousin Bette en 1973.
En el cine, participó en diversas películas a lo largo de su carrera, incluyendo los clásicos  A Space Odyssey y La naranja mecánica de Stanley Kubrick.
Fue nombrada oficial de la Orden del Imperio británico (OBE) en 1970 y alzada comendador (CBE) en 2010.

## Filmografía selecta
- 1956: The End Begins (película para televisión).
- 1956: The Crimson Ramblers (serie de televisión).
- 1957: Kenilworth (serie de televisión).
- 1957: A Woman of Property (película para televisión).
- 1958: Behind the Mask.
- 1959: The Infamous John Friend (serie de televisión).
- 1962: The Ginger Man (película para televisión).
- 1963: Maigret.
- 1967: The Forsyte Saga.
- 1968: 2001: Odisea del Espacio.
- 1969: The First Churchills (serie de televisión).
- 1971: Cousin Bette (miniserie).
- 1971: La naranja mecánica.
- 1976: I, Claudius (serie de televisión).
- 1978: Legacy.
- 1979: The Quatermass Conclusion.
- 1979: Quatermass (serie de televisión).
- 1982: Charles & Diana: A Royal Love Story (película para televisión).
- 1987: Miss Marple (episodio: Nemesis).
- 1987: Prick Up Your Ears.
- 1990: La puta del rey (La putain du roi)
- 1992–1993: The Young Indiana Jones Chronicles.
- 1996: The Adventures of Young Indiana Jones: Travels with Father.
- 1997: Mrs Dalloway.
- 1998: Dalziel und Pascoe (serie de televisión).
- 1998: Out Mutual Friend (serie de televisión).
- 2000–2009: Midsomer Murders.
- 2005: Match Point.
- 2006: The Thief Lord.
- 2011: EastEnders (serie de televisión).

## Premios y candidaturas
| Año  | Premio                            | Categoría                                                                                            | Trabajo                       | Resultado | refs   |
| ---- | --------------------------------- | --- | ----------------------------- | --------- | ------ |
| 1970 | British Academy Television Awards | Mejor actriz de televisión                                                                           | The First Churchills          | Ganadora  | [ 1 ]  |
| 1973 | Premio Emmy                       | Mejor desempeño continuado de una actriz en un papel principal (drama/comedia - episodios limitados) | Cousin Bette                  | Candidata | [ 10 ] |
| 1981 | Premio Laurence Olivier           | Actriz del año en un revival                                                                         | ¿Quién teme a Virginia Woolf? | Ganadora  | [ 3 ]  |
| 1990 | Premio Tony                       | Mejor actriz de una obra de teatro                                                                   | Lettice and Lovage            | Ganadora  | [ 2 ]  |
| 2009 | Premio Laurence Olivier           | Mejor actriz                                                                                         | The Chalk Garden              | Ganadora  | [ 4 ]  |
| 2009 | Círculo de críticos teatrales     | Mejor actriz                                                                                         | The Chalk Garden              | Ganadora  | [ 12 ] |